# Atrophie

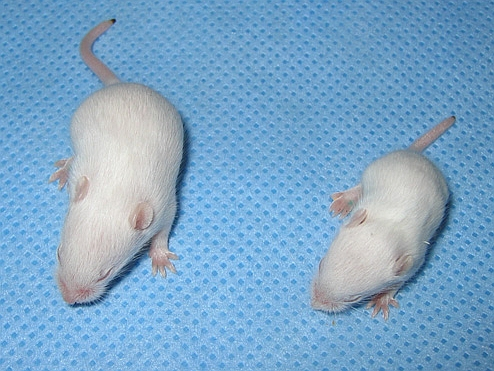
Souris avec une amyotrophie spinale.

L'atrophie est la diminution de volume ou de taille, plus ou moins importante, d'un membre, d'un organe ou d'un tissu, d'origine pathologique ou physiologique. Le contraire de l'atrophie est l'hypertrophie.

## Atrophie pathologique
L'étiologie de l'atrophie peut évoquer : la dénutrition, une mauvaise vascularisation ou innervation, la sénescence, un problème hormonal, une infection ou une maladie (comme la myopathie de Duchenne qui provoque une atrophie musculaire ou la cirrhose qui détruit le foie), une diminution ou une absence d'usage. 

## Atrophie physiologique
L'atrophie est le processus physiologique de renouvellement des tissus, elle implique le phénomène de l'apoptose au niveau cellulaire. Elle peut faire partie du développement corporel normal, du processus d'homéostasie, ou être le résultat d'une pathologie.

### Quelques exemples
- Atrophie du thymus pendant l'enfance
- Atrophie de l'amygdale pharyngée qui constitue les végétations adénoïdes et s'atrophie à la puberté

## Évocation dans les œuvres culturelles et populaires
- Teen Wolf saison 3 épisode 18 : le personnage Stiles Stilinski.
- Le Monde de Nemo: le personnage Nemo, évoque son atrophie.
- Ranking of Kings: le prince Bojji a ses muscles atrophiés, l'empêchant de devenir plus fort.